# Mingus at Antibes
Mingus At Antibes est un album de Charles Mingus sorti en 1960.

## Descriptif
Mingus At Antibes est un album live enregistré lors de la première édition du festival de jazz à Juan-les-Pins à Antibes en juillet 1960. Particularité notable, le légendaire Bud Powell accompagne le groupe sur I'll Remember April.

## Titres
Sauf indication, tous les morceaux sont composés par Charles Mingus :
1. Wednesday Night Prayer Meeting (11:54)
2. Prayer For Passive Resistance (8:06)
3. What Love? (13:34)
4. I'll Remember April  (de Paul, Johnston et Raye)  (13:39)
5. Folk Forms I (11:08)
6. Better Git Hit In Your Soul (11:00)

## Musiciens
- Charles Mingus – Contrebasse, piano (sur les pistes 1 et 6)
- Ted Curson – Trompette
- Eric Dolphy – Saxophone alto, clarinette basse (sur la piste 3)
- Booker Ervin – Saxophone ténor
- Dannie Richmond – Batterie
- Bud Powell – Piano (sur la piste 4)